# Fabiola Belgická
Fabiola Belgická (Doña Fabiola Fernanda María de las Victorias Antonia Adelaida; 11. června 1928, Madrid – 5. prosince 2014, Laeken) byla jako manželka krále Baudoina I. belgická královna. Během jeho života byl její titul Její Veličenstvo královna Belgičanů, od smrti jejího manžela to bylo Její Veličenstvo královna Fabiola Belgická.

## Životopis
Narodila se jako třetí dcera Dona Gonzala Mory Fernándeze Riera del Olmo (1887–1957) a jeho ženy Blancy de Aragón y Carrillo de Albornoz Barroeta-Aldamar y Elío (1892–1981). Její kmotrou byla španělská královna Victoria Eugenia.
Před svatbou natočila album s 12 pohádkovými příběhy, z nichž jeden získal vlastní pavilon v parku Efteling.
Dne prosince 1960 se Fabiola provdala za Baudouina I., který byl od abdikace svého otce Leopolda III. v roce 1951 belgickým králem. Královský pár neměl žádné děti, pět královniných těhotenství skončilo potraty. Objevily se zprávy, že v šedesátých letech se jí narodilo mrtvé dítě.
Král Baudouin zemřel v roce 1993 a na jeho místo nastoupil jeho mladší bratr Albert II. Královna Fabiola se přestěhovala z královského paláce v Laekenu do skromnějšího zámku Stuyvenbergh a omezila své veřejné vystupování, aby nezastínila svou švagrovou královnu Paolu.
Královna Fabiola se jako katolička zajímala o sociální problematiku, především o problémy spojené s mentálním zdravím, dětmi a ženami ve třetím světě. Byla čestnou prezidentkou Nadace krále Baudouina. Podle některých zdrojů měla královna styky s Opus Dei, ale to zůstává sporné.
Podle oficiálních informací ovládala královna španělštinu, francouzštinu, angličtinu, němčinu a italštinu. Neovládala však vlámštinu, rodný jazyk 60 % Belgičanů, což mezi nimi vyvolávalo pocit jakési urážky.